# Едоні
Едоні (д/н — бл. 1292) — 6-й оба (володар) держави Убіні в 1287—1292 роках.

## Життєпис
Старший син оби Огуоли. Відомостей про нього обмаль. Успадкував трон після смерті батька близько 1287 року. Занедбав державні справи, поринувши у розваги. Багато часу проводив у власному гаремі. Цим скористалися чиновники, що почали зловживати владою й займатися здирництвом. Це послабило вплив і авторитет оби в державі.
Помер Едоні за невідомих обставин близько 1297 року. Йому спадкував молодший брат Удагбедо.